# TT Assen 1976
De TT van Assen 1976 was de zesde race van het wereldkampioenschap wegrace-seizoen 1976. De race werd verreden op 26 juni 1976 op het TT-Circuit Assen nabij Assen, Nederland.

## Algemeen
Na het opheffen van het fabrieksteam van Yamaha was Giacomo Agostini teruggekeerd bij MV Agusta, maar het team had grote problemen met de nieuwe geluidseisen., waar de viertaktmotor niet aan kon voldoen zonder vermogen in te leveren. Agostini had de MV Agusta 500 4C al na twee wedstrijden ingeruild voor een Suzuki RG 500 productieracer en met de MV Agusta 350 4C bereikte hij in Assen ongewild een mijlpaal: hij scoorde de laatste overwinning voor een viertaktmotor in de 350cc-klasse maar ook zijn eigen laatste overwinning in het wereldkampioenschap wegrace. Het was de enige keer dat de MV Agusta 350 4C de finish haalde in 1976.
Toen de eerste GP's gereden werden wist eigenlijk niemand waar Kent Andersson gebleven was. Hij had kennelijk in België gewerkt en er gingen geruchten dat hij zijn "oude" 125cc-Yamaha verbeterd had. Hij verscheen echter pas in Assen weer aan de start met zijn zelfbouw Yamaha. Na de Grand Prix van België maakte hij bekend te zullen stoppen met racen. In die race stond hij zijn machine al af aan Leif Gustafsson. Hij ging voor Yamaha Motor NV in Amsterdam werken.
De TT werd geteisterd door temperaturen van meer dan 30 °C. Dat was zwaar voor het publiek, voor de coureurs en ook voor de motoren, die vaak veel te warm werden. Ook de races werden er niet spannender van, want toen de rijders de uitputting nabij waren zakten de rondetijden in en werden de gevechten ook minder. Alex George schreef later in zijn column dat hij zijn enkels verbrand had aan het frame dat door de uitlaten warm gestookt was en dat Philippe Coulon een black-out gehad had, waardoor hij voor de S-bocht remde, de rem weer losliet en net op tijd bij kennis kwam om voor de strobalen langs te sturen. Hij werd in de pitstraat door het team van Alex George opgevangen net voordat hij weer een flauwte kreeg. Ook Christian Estrosi werd bevangen door de hitte en zag tijdens de 500cc-race af en toe dubbel. Zijspancoureur Hermann Schmid won de zijspanrace maar kreeg na de finish een hartstilstand. Hij werd gered door hartmassage en zuurstof en naar het ziekenhuis van Assen vervoerd. Een groot aantal rijders moesten hun race door de hitte bevangen afbreken.

## 500 cc
In de 500cc-klasse stond Barry Sheene op poleposition. Giacomo Agostini was tweede maar naast hem stonden Wil Hartog en Marcel Ankoné. Marco Lucchinelli, net hersteld van een botbreuk, brak in Assen in de training zijn sleutelbeen en was weer uitgeschakeld. Na zijn slechte beurt in de 350cc-klasse verscheen Johnny Cecotto in de 500cc-race helemaal niet aan de start. Hartog was intussen bekend als goede starter en dat deed hij in zijn thuisrace ook. Hij was als snelste weg, achtervolgd door Teuvo Länsivuori, Alex George, John Newbold, Pat Hennen en Bernard Fau. Sheene was slecht gestart, maar begon moeiteloos terrein goed te maken en in de vijfde ronde nam hij de leiding over. De eerste coureurs begonnen toen al verkoeling te zoeken in de pits. Na tien ronden reed Sheene aan de leiding, gevolgd door Agostini (nog steeds op de Suzuki) en Hartog. De derde plaats werd in de slotfase overgenomen door Pat Hennen, die het gat met Agostini niet meer kon dichten maar geholpen werd toen Ago in de laatste ronde een vastloper kreeg. Daardoor werd Hennen tweede en Hartog derde. Slechts twaalf rijders haalden de finish.

### Uitslag 500 cc
| Pos | Coureur             | Merk            | Tijd         | Punten       |
| --- | ------------------- | --------------- | ------------ | ------------ |
| 1   | Barry Sheene        | Suzuki          | 48' 44" 9    | 15           |
| 2   | Pat Hennen          | Suzuki          | +45" 6       | 12           |
| 3   | Wil Hartog          | Suzuki          | +1' 05" 4    | 10           |
| 4   | Alex George         | Yamaha          | +1' 13" 4    | 8            |
| 5   | Jack Findlay        | Suzuki          |              | 6            |
| 6   | John Williams       | Suzuki          |              | 5            |
| 7   | Bernard Fau         | Yamaha          |              | 4            |
| 8   | Rob Bron            | Yamaha          |              | 3            |
| 9   | Helmut Kassner      | Suzuki          |              | 2            |
| 10  | Dave Potter         | Yamaha          |              | 1            |
| 11  | Piet van der Wal    | Yamaha          |              |              |
| 12  | Hans Braumandl      | Yamaha          |              |              |
| DNF | Philippe Coulon     | Suzuki          | hitteflauwte | hitteflauwte |
| DNF | Christian Estrosi   | Suzuki          | hitteflauwte | hitteflauwte |
| DNF | Kees van der Kruijs | Yamaha          | ontsteking   | ontsteking   |
| DNF | Dick Alblas         | König           | bougies      | bougies      |
| DNF | Phil Read           | Suzuki          | ontsteking   | ontsteking   |
| DNF | Marcel Ankoné       | Suzuki          | ontsteking   | ontsteking   |
| DNF | Boet van Dulmen     | Yamaha          | hitteflauwte | hitteflauwte |
| DNF | Giacomo Agostini    | Suzuki          | vastloper    | vastloper    |
| DNF | John Newbold        | Suzuki          |              |              |
| DNF | Teuvo Länsivuori    | Suzuki          |              |              |
| DNF | Karl Auer           | Yamaha          |              |              |
| DNF | Jean-Philippe Orban | Yamaha          |              |              |
| DNF | Jean-Paul Boinet    | Yamaha          |              |              |
| DNF | Michel Rougerie     | Suzuki          |              |              |
| DNF | Gianfranco Bonera   | Harley-Davidson |              |              |
| DNS | Marco Lucchinelli   | Harley-Davidson | blessure     | blessure     |
| DNS | Johnny Cecotto      | Yamaha          |              |              |

## 350 cc
De zo onbetrouwbare en lawaaierige (132 dB(A)) MV Agusta 350 4C bleef juist in de hitte van Assen voor het eerst heel en was ook de snelste van het hele 350cc-veld. Giacomo Agostini pakte dan ook meteen de leiding en na twee ronden had hij al acht seconden voorsprong. Achter hem vochten Patrick Pons en Víctor Palomo om de tweede plaats, terwijl steeds meer coureurs er de brui aan gaven. Dieter Braun gaf het op en kon met emmers water niet voldoende afgekoeld worden, en dat gold ook voor de oververhitte motor van Takazumi Katayama. Slechts 15 van de 30 starters haalden de finish. Het optreden van Johnny Cecotto viel erg tegen: als 8e gestart viel hij zelfs even terug naar de 15e plaats, waarna hij weer naar de 8e plaats terugkwam. Uiteindelijk won Agostini ruim en tweede man Patrick Pons had ook weer 18 seconden voorsprong op Chas Mortimer.

### Uitslag 350 cc
| Pos | Coureur                | Merk            | Tijd         | Punten       |
| --- | ---------------------- | --------------- | ------------ | ------------ |
| 1   | Giacomo Agostini       | MV Agusta       | 49' 30" 4    | 15           |
| 2   | Patrick Pons           | Yamaha          | +24" 1       | 12           |
| 3   | Chas Mortimer          | Maxton-Yamaha   | +46" 3       | 10           |
| 4   | Bruno Kneubühler       | Yamaha          | +50" 7       | 8            |
| 5   | John Dodds             | Yamaha          |              | 6            |
| 6   | Franco Uncini          | Yamaha          |              | 5            |
| 7   | Tom Herron             | Yamaha          |              | 4            |
| 8   | Johnny Cecotto         | Yamaha          |              | 3            |
| 9   | Dieter Braun           | Yamaha          |              | 2            |
| 10  | Philippe Bouzanne      | Yamaha          |              | 1            |
| 11  | Olivier Chevallier     | Yamaha          |              |              |
| 12  | Philippe Coulon        | Yamaha          |              |              |
| 13  | Alex George            | Yamaha          |              |              |
| 14  | Piet van der Wal       | Yamaha          |              |              |
| 15  | Bert Struyk            | Yamaha          |              |              |
| DNF | Pentti Korhonen        | Yamaha          | val          |              |
| DNF | Patrick Fernandez      | Yamaha          |              |              |
| DNF | Boet van Dulmen        | Yamaha          | val          |              |
| DNF | Takazumi Katayama      | Yamaha          | uitlaat      |              |
| DNF | Walter Villa           | Harley-Davidson |              |              |
| DNF | Jean-François Baldé    | Yamaha          | hitteflauwte | hitteflauwte |
| DNF | Jean-Louis Guignabodet | Yamaha          | hitteflauwte | hitteflauwte |
| DNF | Gianfranco Bonera      | Harley-Davidson |              |              |
| DNF | Jack Findlay           | Yamaha          |              |              |
| DNF | Karl Auer              | Yamaha          |              |              |
| DNF | Gérard Choukroun       | Yamaha          | val          |              |
| DNF | Leif Gustafsson        | Yamaha          |              |              |
| DNF | Víctor Palomo          | Yamaha          | val          |              |
| DNF | Charlie Williams       | Yamaha          | vastloper    | vastloper    |
| DNQ | Rob Bron               | Yamaha          |              |              |

## 250 cc
Walter Villa trainde in Assen 2 seconden sneller dan de concurrentie. Morbidelli gebruikte nu eindelijk het lang verwachte Bimota-frame en daarmee kwam Paolo Pileri op de derde startplaats terecht, achter Takazumi Katayama. In de race startte Villa ongeveer als laatste, mogelijk nog vermoeid van zijn inspanningen in de 350cc-race. Pileri was als snelste weg, gevolgd door John Dodds en Takazumi Katayama. In de vijfde ronde liep de Morbidelli van Pileri te warm en moest hij opgeven. Villa vocht zich intussen door het veld naar de derde plaats, waar hij al in de vijfde ronde arriveerde. In de 7e ronde lag hij al aan de leiding. De warmte sloeg nu toe: veel motoren vielen uit met warmteverschijnselen en halverwege de race bezette iedereen de positie die hij tot het einde zou vasthouden. Dat betekende dat Walter Villa won vóór Katayama en John Dodds.

### Uitslag 250 cc
| Pos | Coureur             | Merk            | Tijd             | Punten           |
| --- | ------------------- | --------------- | ---------------- | ---------------- |
| 1   | Walter Villa        | Harley-Davidson | 47' 31" 4        | 15               |
| 2   | Takazumi Katayama   | Yamaha          | +16" 2           | 12               |
| 3   | John Dodds          | Yamaha          | +37" 8           | 10               |
| 4   | Gianfranco Bonera   | Harley-Davidson | +44" 2           | 8                |
| 5   | Víctor Palomo       | Yamaha          |                  | 6                |
| 6   | Patrick Fernandez   | Yamaha          |                  | 5                |
| 7   | Tom Herron          | Yamaha          |                  | 4                |
| 8   | Bruno Kneubühler    | Yamaha          |                  | 3                |
| 9   | Dieter Braun        | Yamaha          |                  | 2                |
| 10  | Franco Uncini       | Yamaha          |                  | 1                |
| 11  | Bernard Fau         | Yamaha          |                  |                  |
| 12  | Jon Ekerold         | Yamaha          |                  |                  |
| 13  | Pekka Nurmi         | Yamaha          |                  |                  |
| 14  | Marcel Ankoné       | Yamaha          |                  |                  |
| 15  | Olivier Chevallier  | Yamaha          |                  |                  |
| 16  | Henk van Kessel     | Yamaha          |                  |                  |
| 17  | Rolf Minhoff        | Yamaha          |                  |                  |
| 18  | Matti Rainup        | MZ              |                  |                  |
| DNF | Tapio Virtanen      | MZ              | val              |                  |
| DNF | Patrick Pons        | Yamaha          | hitteflauwte     | hitteflauwte     |
| DNF | Chas Mortimer       | Yamaha          | hitteflauwte     | hitteflauwte     |
| DNF | Pentti Korhonen     | Yamaha          |                  |                  |
| DNF | Jan Hardonk         | Harley-Davidson |                  |                  |
| DNF | Charlie Williams    | Yamaha          | bougies          |                  |
| DNF | Harald Bartol       | Yamaha          |                  |                  |
| DNF | Christian Estrosi   | Yamaha          | hitteflauwte     | hitteflauwte     |
| DNF | Philippe Bouzanne   | Yamaha          |                  |                  |
| DNF | Jean-François Baldé | Yamaha          | blessure         |                  |
| DNF | Paolo Pileri        | Morbidelli      | motor oververhit | motor oververhit |
| DNS | Hans Stadelmann     | Yamaha          | geblesseerd      | geblesseerd      |

## 125 cc
In Assen verscheen zowaar Kent Andersson met zijn zelfbouw Yamaha voor het eerst aan de start. Paolo Pileri had de beste start, maar zijn teamgenoot Pier Paolo Bianchi vertrok als voorlaatste, terwijl ook Ángel Nieto slecht weg kwam. Daardoor reden Claudio Lusuardi (Malanca) en Henk van Kessel achter Pileri. Van Kessel rukte zelfs even op naar de tweede plaats, maar zijn Condor kwam toch wat vermogen tekort. In de tweede ronde zat Nieto al aan het wiel van Van Kessel in de nieuwe S-bocht (tegenwoordig de GT-bocht) en met meer vermogen nam hij de tweede plaats over. In de derde ronde werd Van Kessel ook ingehaald door Bianchi, die Lusuardi in zijn slipstream meenam. Toen de hitte een rol begon te spelen moest Lusuardi met koelproblemen stoppen. Pileri maakte een fout en viel even terug waardoor Bianchi aan de leiding kwam voor Nieto en Van Kessel. Kent Andersson gaf op met schakelproblemen. In de twaalfde ronde viel Van Kessel door een losgeschoten aanzuigrubber van een carburateur ook uit. De race werd gewonnen door Bianchi, voor Pileri en Nieto.

### Uitslag 125 cc
| Pos | Coureur                | Merk       | Tijd             | Punten           |
| --- | ---------------------- | ---------- | ---------------- | ---------------- |
| 1   | Pier Paolo Bianchi     | Morbidelli | 46' 38"          | 15               |
| 2   | Paolo Pileri           | Morbidelli | +47" 2           | 12               |
| 3   | Ángel Nieto            | Bultaco    | +1' 01" 3        | 10               |
| 4   | Jean-Louis Guignabodet | Morbidelli |                  | 8                |
| 5   | Stefan Dörflinger      | Morbidelli |                  | 6                |
| 6   | Toni Mang              | Morbidelli |                  | 5                |
| 7   | Cees van Dongen        | Morbidelli |                  | 4                |
| 8   | Eugenio Lazzarini      | Morbidelli |                  | 3                |
| 9   | Xaver Tschannen        | Maico      |                  | 2                |
| 10  | Pierre-Jean Cecchini   | Maico      |                  | 1                |
| 11  | Hans Müller            | Yamaha     |                  |                  |
| 12  | Piet van Niel          | Yamaha     |                  |                  |
| 13  | Pentti Salonen         | Yamaha     |                  |                  |
| 14  | Hans Hallberg          | Yamaha     |                  |                  |
| 15  | Bert Klaassens         | Yamaha     |                  |                  |
| 16  | Julien van Zeebroeck   | Morbidelli |                  |                  |
| DNF | Hans-Jürgen Hummel     | Yamaha     | hitteflauwte     | hitteflauwte     |
| DNF | Ulrich Graf            | Yamaha     | hitteflauwte     | hitteflauwte     |
| DNF | Horst Seel             | Seel       |                  |                  |
| DNF | Matti Kinnunen         | Maico      |                  |                  |
| DNF | Claudio Lusuardi       | Malanca    | motor oververhit | motor oververhit |
| DNF | Kent Andersson         | Yamaha     | versnellingsbak  | versnellingsbak  |
| DNF | Peter Frohmeyer        | NAVA- DRS  |                  |                  |
| DNF | Harald Bartol          | Morbidelli |                  |                  |
| DNF | Henk van Kessel        | Condor     | carburateur      | carburateur      |
| DNF | Jan Ubels              | Buton      |                  |                  |
| DNF | Gert Bender            | Bender     | val              |                  |

## 50 cc
In Assen verscheen het Van Veen-Kreidler-team met monteurs Jan de Vries en Jaap Voskamp, die steun verleenden aan Nico Polane en Herbert Rittberger. Rittberger was bij de start als eerste weg, maar Ángel Nieto hing meteen aan zijn achterwiel. Eugenio Lazzarini had nu ook een Kreidler en hij wist dit tweetal zelfs te passeren. Nu sloot Nieto achter hém aan en liet Rittberger achter zich. Drie ronden lang kwam Nieto rechtop zittend met opgestoken duim naar zijn team langs de pits, maar toen vond hij het welletjes en gaf hij echt gas. Lazzarini verloor ook wat snelheid door koppelingsproblemen. Intussen was Ulrich Graf na een zeer slechte start naar voren aan het rijden en aan het einde van de race werd hij achter Nieto tweede. Rittberger werd derde omdat Lazzarini steeds verder terugviel.

### Uitslag 50 cc
| Pos | Coureur              | Merk              | Tijd      | Punten |
| --- | -------------------- | ----------------- | --------- | ------ |
| 1   | Ángel Nieto          | Bultaco           | 33' 10" 4 | 15     |
| 2   | Ulrich Graf          | Kreidler          | +18" 4    | 12     |
| 3   | Herbert Rittberger   | Van Veen-Kreidler | +21" 3    | 10     |
| 4   | Eugenio Lazzarini    | Kreidler          |           | 8      |
| 5   | Theo van Geffen      | Kreidler          |           | 6      |
| 6   | Rudolf Kunz          | Kreidler          |           | 5      |
| 7   | Gerrit Strikker      | Kreidler          |           | 4      |
| 8   | Engelbert Kip        | Kreidler          |           | 3      |
| 9   | Günter Schirnhofer   | Kreidler          |           | 2      |
| 10  | Aldo Pero            | Kreidler          |           | 1      |
| 11  | Theo Timmer          | Kreidler          |           |        |
| 12  | Ton Kooyman          | Hemeyla           |           |        |
| 13  | Ingo Emmerich        | Kreidler          |           |        |
| 14  | Stefan Dörflinger    | Kreidler          |           |        |
| 15  | Julien van Zeebroeck | Kreidler          |           |        |
| 16  | Joaquín Galí         | Derbi             |           |        |
| 17  | Peter Looijesteijn   | Kreidler          |           |        |
| 18  | Yves Le Tourmelin    | Scrab-Tyl         |           |        |
| 19  | Ramón Galí           | Derbi             |           |        |
| 20  | Guido de Lys         | Kreidler          |           |        |
| 21  | Wim van Beek         | DRM               |           |        |
| 22  | Terence Keane        | Kreidler          |           |        |
| DNF | Nico Polane          | Kreidler          |           |        |
| DNF | Patrick de Wulf      | Kreidler          |           |        |
| DNF | Cees van Dongen      | Kreidler          |           |        |
| DNF | Hans-Jürgen Hummel   | Kreidler          |           |        |
| DNF | Bruce Brady          | Kreidler          |           |        |
| DNF | Adri de Korte        | Kreidler          |           |        |

## Zijspanklasse
De Nederlandse combinatie Cees en Jan Smit had als zesde getraind in Assen, maar coureur Cees werd bij de duwstart al getorpedeerd door een andere combinatie en Jan kon niet meer doen dan de zijspancombinatie naast de baan duwen. Rolf Biland/Kenneth Williams startten als snelsten, maar vielen al snel uit door een gebroken zuiger. Werner Schwärzel nam de leiding over, gevolgd door Siegfried Schauzu en Schmid. De Nederlandse combinatie Martin Kooy/Rob Vader (Kova-König) lag toen op de vijfde plaats achter Gustav Pape/Franz Kallenberg (König). De race verliep tamelijk chaotisch omdat de hitte zowel de motoren als de coureurs en bakkenisten parten speelde. Schauzu nam vier ronden lang de leiding van Schwärzel over maar viel terug met een slecht lopende motor. Schmid kwam even op kop, maar verdween achterstevoren van de baan, wat hem terug bracht naar de tweede plaats. Schwärzel kreeg ook technische problemen en zo kwam de Nederlandse combinatie Kooy/Vader op de tweede plaats terecht. Ze finishten slechts 2 seconden achter Hermann Schmid/Martial Jean-Petit-Matile en voor Pape/Kallenberg. Voor Hermann Schmid was er na de race niets te vieren: hij kreeg een hartstilstand, werd geranimeerd en naar het ziekenhuis afgevoerd.

### Uitslag zijspanklasse
| Pos | Coureur           | Bakkenist                 | Merk          | Tijd            | Punten          |
| --- | ----------------- | ------------------------- | ------------- | --------------- | --------------- |
| 1   | Hermann Schmid    | Martial Jean-Petit-Matile | Schmid-Yamaha | 48' 35" 8       | 15              |
| 2   | Martin Kooij      | Rob Vader                 | Kova-König    | +2" 1           | 12              |
| 3   | Gustav Pape       | Franz Kallenberg          | König         | +36" 7          | 10              |
| 4   | Werner Schwärzel  | Andreas Huber             | König         |                 | 8               |
| 5   | Helmut Schilling  | Rainer Gundel             | Schmid-Fath   |                 | 6               |
| 6   | Otto Haller       | Erich Haselbeck           | Krauser-BMW   |                 | 5               |
| 7   | Dick Greasley     | Cliff Holland             | Windle-Yamaha |                 | 4               |
| 8   | Rolf Steinhausen  | Josef Huber               | Busch-König   |                 | 3               |
| 9   | Jaap Geerts       | Jan van Veen              | König         |                 | 2               |
| 10  | Siegfried Schauzu | Wolfgang Kalauch          | Schmid-Fath   |                 | 1               |
| 11  | Amedeo Zini       | Andrea Fornaro            | König         |                 |                 |
| DNF | Rolf Biland       | Kenneth Williams          | Seymaz-Yamaha | gebroken zuiger | gebroken zuiger |
| DNF | Cees Smit         | Jan Smit                  | König         | aanrijding      | aanrijding      |

1925 · 1926 · 1927 · 1928 · 1929 · 1930 · 1931 · 1932 · 1933 · 1934 · 1935 · 1936 · 1937 · 1938 · 1939 · 1940–1945 · 1946 · 1947 · 1948 · 1949 · 1950 · 1951 · 1952 · 1953 · 1954 · 1955 · 1956 · 1957 · 1958 · 1959 · 1960 · 1961 · 1962 · 1963 · 1964 · 1965 · 1966 · 1967 · 1968 · 1969 · 1970 · 1971 · 1972 · 1973 · 1974 · 1975 · 1976 · 1977 · 1978 · 1979 · 1980 · 1981 · 1982 · 1983 · 1984 · 1985 · 1986 · 1987 · 1988 · 1989 · 1990 · 1991 · 1992 · 1993 · 1994 · 1995 · 1996 · 1997 · 1998 · 1999 · 2000 · 2001 · 2002 · 2003 · 2004 · 2005 · 2006 · 2007 · 2008 · 2009 · 2010 · 2011 · 2012 · 2013 · 2014 · 2015 · 2016 · 2017 · 2018 · 2019 · 2021 · 2022 · 2023 · 2024 · 2025